# Shorea calcicola
Shorea calcicola är en tvåhjärtbladig växtart som beskrevs av Peter Shaw Ashton. Shorea calcicola ingår i släktet Shorea och familjen Dipterocarpaceae. Inga underarter finns listade i Catalogue of Life.